# Cyclosorus subelatus
Cyclosorus subelatus är en kärrbräkenväxtart som först beskrevs av Bak., och fick sitt nu gällande namn av Ren-Chang Ching. Cyclosorus subelatus ingår i släktet Cyclosorus och familjen Thelypteridaceae. Inga underarter finns listade.